# 森正則

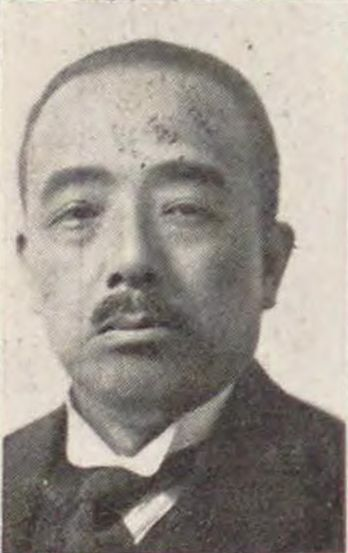
森正則

森 正則（もり せいそく / まさのり、1872年5月9日（明治5年4月3日）- 1936年（昭和11年）1月23日）は、日本の実業家・政治家。衆議院議員。旧姓・岡本。

## 経歴
愛媛県出身。漢学を修め、森久通の養子となる。小樽に移り丸越早川商店（文房具商）の店主に就任。小樽商業会議所会頭、小樽慈恵病院理事長、小樽市火災予防組合連合会長、小樽商工会議所議員、小樽取引所理事長、大正証券社長、北海道製紙社長などを務めた。
政界では、小樽区会議員、北海道会議員、小樽市会議員を歴任。1928年2月の第16回衆議院議員総選挙で北海道第1区から立憲政友会所属で出馬して当選し、衆議院議員を一期務めた。